# Instituto Escuela
L'Instituto-Escuela va ser creat el 1918 a Madrid, per l'aleshores Ministeri d'Instrucció Pública com un laboratori per preparar la reforma de l'educació secundària a Espanya.
Va ser un centre experimental al qual s'havia de provar mètodes pedagògics nous abans d'introduir-les a l'educació oficial. Era inspirat dels principis pedagògics de la Institución Libre de Enseñanza. Va ser un dels més importants organismes creats per la Junta per a l'Ampliació d'Estudis, al costat de la Residencia de Estudiantes, la Residencia de Señoritas, el Centro de Estudios Históricos i el Instituto Nacional de Ciències Físico-Naturales. Va ser tancat definitivamentel 1939 pel dictator Francisco Franco, que volia tornar a la vella pedagogia catòlica memorística i autoritària ex cathedra. Continua en l'actualitat com el Colegio Estudio.
En el terreny de l'ensenyament, l'Instituto Escuela va ser pioner en l'aplicació de pedagogies renovadores i de caràcter actiu. Va incorporar la participació de l'alumnat en el mateix procés d'aprenentatge, la construcció activa dels materials didàctics, etc. L'objectiu era introduir, de forma gradual, reformes en l'ensenyament que abastessin la qüestió del batxillerat únic o múltiple, els plans d'estudi, els mètodes i pràctiques d'ensenyament de cada branca, la formació del caràcter, les relacions entre l'escola i l'entorn social. Va acollir entre el seu professorat estudiants de llicenciatura que aspiraven al magisteri de segon ensenyament amb la funció d'aprendre ensenyant.
L'experiència de l'Instituto Escuela va tenir una doble repercussió de gran importància: en la beneficiosa cadena d'influència que va produir en Instituts de ciutats com Barcelona (Institut-Escola de la Generalitat de Catalunya), Sevilla i València i en la seva projecció en part de la legislació educativa del primer bienni republicà.
El 2018 es va organitzar a Madrid una exposició, Ciència e Innovació a les Aules. Centenari de l'Instituto-Escuela (1918-1939) al Museu Nacional de Ciències Naturals.